# Famille Miron
Pour les articles homonymes, voir Miron.
La famille Miron (Miró en Catalan) est une famille française originaire de Catalogne qui a donné à partir du XVe siècle plusieurs générations de médecins des rois de France. Sa filiation remonte à François Miron, natif de Perpignan, conseiller et médecin du roi Charles VIII, mort à Nancy à la fin du XVe siècle. Elle fut illustrée par une branche aînée éteinte à la fin du XVIIe siècle qui appartint à la haute bourgeoisie parisienne et donna plusieurs magistrats importants. Une branche cadette établie dans l'Orléanais donna à partir du début du XVIIe siècle des marchands et bourgeois d'Orléans.

## Origine
La famille Miron est originaire de Tortose en Catalogne. Sa filiation suivie connue remonte à François Miron, natif de Perpignan,, docteur en médecine de l'Université de Montpellier, qui devient conseiller et médecin de Charles VIII qu'il suivit en Italie en 1494. Il mourut au retour et fut enterré à Nancy.
François Miron avait un frère aîné Gabriel Miron, également né à Perpignan et mort sans alliance à Nevers en mai 1496, qui fut aussi docteur en médecine de l'Université de Montpellier, professeur de médecine à Montpellier et médecin de Charles VIII en 1489. « Gabriel Miron l'Aisné, médecin des parties d'Espaigne » apparaît en 1492 en tant que médecin de la reine Anne de Bretagne ».
Albert Miron de l'Espinay écrit au XIXe siècle que selon un manuscrit conservé à la Bibliothèque nationale, le père de François Miron serait venu habiter Perpignan, après avoir combattu en Italie, pour les droits d'Alphonse d'Aragon à la couronne de Naples. La famille Miron « se disait issue des comtes de Palias, puînés des anciens comtes de Barcelone ».
Selon l'historienne Claire Châtelain, auteur d'une étude sur cette famille, la famille Miron était à l'origine une famille de juifs catalans qui constituèrent au XVIe siècle une véritable dynastie de médecins personnels du roi,. Elle indique que même si les Miron évoquèrent parfois pour origine un Francesco Miro (Myro), chassé de Naples au XVe siècle pour avoir soutenu Alphonse V d’Aragon, rien de tel n’apparait ni dans la généalogie constituée par le cabinet d’Hozier, ni dans leurs conversations plus intimes et ajoute « au quotidien ils montraient un rapport aux origines plus simples, reliant leur ascension sociale d’une part à l’exercice de la profession médicale au service des souverains et, d’autre part, à leur enracinement parisien ».

### Branche parisienne
La branche aînée qui appartint à la haute bourgeoisie parisienne, donna plusieurs magistrats célèbres.
- François Miron I († en 1494), docteur en médecine de l'Université de Montpellier, médecin du roi Charles VIII, marié à Madeleine Maréchale, dont Gabriel Miron qui suit[3].
  - Gabriel Miron, seigneur de Beauvoir-sur-Cher, médecin de Louis XII, médecin et chancelier de la reine Anne, médecin de la reine Claude, leur fille, signa au traité de mariage de Louis XII et d'Anne de Bretagne, le 8 janvier 1498. Il fonda, dans l'église des Cordeliers de Tours, une chapelle dans laquelle il fut inhumé en 1522. Il épousa Isabeau Alexandro, dame d'atours de la reine Anne dont François qui suit et Jeanne, mariée à Bernard Fortia[3].
    - François II Miron, seigneur de Beauvoir-sur-Cher et Linières, reçu docteur en médecine à Montpellier en 1509 et à Paris en 1514, premier médecin des rois Henri II, François II et Charles IX, mort et enterré à Tours en 1566, il épousa Geneviève de Morvilliers et en eut 8 enfants : 1. Gabriel Miron qui suit ; 2. Jean Miron, abbé de Saint-Jean-en-Vallée, au diocèse de Chartres, aumônier du roi ; 3. Robert Miron, seigneur de Chenailles qui suivra ; 4.François Miron, seigneur de Villeneuve, général des finances en Bretagne, maire de Nantes en 1578, marié à Renée Chefdebien dont 4 filles ; 5. Marc Miron, seigneur de l'Hermitage qui suivra ; 6. Michel Miron, aumônier du roi, prieur de Saint-Jean des Grées ; 7. Pierre Miron, baron de Crémailles, seigneur de Malabry, bailli et gouverneur de Chartres, marié à Denise de Saint-Priest, il eut pour fille Elisabeth Miron, mariée à Pierre L'Hermite et mère du poète Tristan L'Hermite ; 8. Marie, marié à Jean Arnauld, lieutenant général au siège d'Angoulême[3].
      - Gabriel II Miron ( -1572), seigneur de Beauvoir-sur-Cher, Linière et Tremblay, conseiller au parlement de Paris de 1555 à 1568, puis lieutenant civil au Châtelet et conseiller d'État. Il épousa Madeleine Bastonneau dont il eut[3] : 
        - François III Miron (1560-1609), prévôt des marchands de Paris. Il épousa Marie Brisson, fille de Barnabé Brisson, président au parlement de Paris, et de Denise de Vigny. La Rue François-Miron derrière l'Hôtel de ville de Paris est nommé en son nom ainsi qu'une statue sur l'Hôtel de ville de Paris pour son rôle de prévôt des marchands de Paris dans l’achèvement de la façade de Hôtel de ville de Paris. Il eut[3] :
          - Jean Miron, seigneur de Bonnes, conseiller au grand conseil ;

        - Robert Miron (1570-13 août 1641), seigneur du Tremblay, prévôt des marchands de Paris en 1614, président du Tiers-État à l'assemblée des états généraux de 1614, ambassadeur en Suisse en 1617, puis intendant en Languedoc (1632-1640). Il a épousé Marguerite Brethe[3] dont il eut :
          - Jacques Miron, conseiller en la cour des Aides ;
          - Robert Miron, maître des comptes, massacré sur les marches de l'hôtel de ville de Paris pendant les troubles le 4 juillet 1652
          - Louis Miron, prêtre
          - François Miron, conseiller au parlement de Paris

      - Deux filles dont Geneviève, marié à Jacques de Pomereu, secrétaire du Roi, grand Audiencier de France, contrôleur de la Grande chancellerie de France, maître d'hôtel du roi Henri IV.
      - François Myron, seigneur de Villeneuve, maire de Nantes.
      - Marc Miron, seigneur de l'Hermitage et de La Ferrière, premier médecin d'Henri III (roi de France), capitaine et gouverneur de la ville de Crécy, grand maître enquêteur et général réformateur alternatif des eaux et forêts de Normandie en 1586. Les États généraux obligent le roi à le chasser de son entourage en décembre 1588. Mort à Paris le 1er novembre 1608, il épousa vers 1560 Marie Gentien, dame de l'Hermitage, l'un de ses fils Charles Miron fut évêque d'Angers en 1588 et archevêque de Lyon en 1626. Il est l'auteur d'une branche éteinte au XVIIe siècle avec ses petits-enfants, dont :
        - Louis Miron, maître des comptes de Bretagne. Il épousa Charlotte de Beauclerc dont il eut six enfants.
        - Charles Miron (1569-1628), évêque d'Angers puis de Lyon[3].
        - Henri Miron, chevalier de Malte ;
        - Louis Miron, prêtre ;
        - François Miron ;
        - Une fille, religieuse ;
        - Marie Miron, mariée à Louis Le Febvre de Caumartin

      - Robert Miron seigneur de Chenailles (†1594), secrétaire de la Chambre du roi, maître ordinaire des comptes en décembre 1563 jusqu'au 1er août 1577, intendant des finances en 1576 puis contrôleur général des finances (1578-décembre 1588) avec trois autres intendants des finances par le règlement du 11 août 1578[17], intendant de l'ordre du Saint-Esprit le 30 décembre 1584. Il est chassé de l'entourage du roi, ainsi que son frère Marc, en décembre 1588, à la demande des États généraux. Il a épousé Marie Vallée[18], fille de Geoffroy Vallée I, sieur de Chenailles, et de Girarde Le Berruyer, sœur de Geoffroy Vallée II qui a écrit La béatitude des chestiens ou le Fleo de la Foy. Elle resta veuve, sans enfants en 1594.

La branche parisienne de la famille Miron s’éteignit en 1690.

### Branche établie dans l'Orléanais
Pol Potier de Courcy donne une généalogie de cette branche en indiquant « Branche dont on n'a pas trouvé la jonction ». Il ne reprend pas la généalogie donnée avant lui en 1815 par Nicolas Viton de Saint-Allais qui fait de Claude Miron, le premier auteur de cette branche dans l'Orléanais, un fils de François II Miron, médecin du roi (†1566) et de Geneviève de Morvilliers, et fait commencer la filiation de cette branche avec Claude Miron, nommé prévôt des maréchaux de France du Nivernais en 1586 et donne la descendance qui suit :
- Claude Miron, nommé prévôt des maréchaux du Nivernais en 1586, marié vers 1573 Guillemette Chauvreux, d'une famille d'Orléans, veuve de Jean Texier, seigneur de Moussy, dont il eut deux fils : Jean-Louis qui suit et Jean[20].
  - Jean-Louis Miron, « attesté comme marchand au tout début du XVIIe siècle»[5], né en 1576 et mort à Montargis le 18 février 1631, il épousa à Orléans par contrat du 10 juin 1607 Rose Legendre, dont il eut entre autres enfants[20] :
    - Louis Miron, né à Orléans le 26 décembre 1608 et mort le 25 juin 1660. Élu consul des marchands d'Orléans en 1656[22]. Marié à Orléans le 16 janvier 1633 à Suzanne Mariette dont entre autres enfants[20] :
      - Philippe I Miron, marchand et bourgeois d'Orléans[23], né le 9 février 1638 et mort le 31 octobre 1685. Marié à Orléans le 14 février 1661 à Marie de Loynes, fille d'Antoine de Loynes, bourgeois d'Orléans, dont il eut :
        - Philippe II Miron, marchand et bourgeois d'Orléans. Élu consul des marchands d'Orléans en 1708[24], né à Orléans le 24 juillet 1663 et mort à Orléans le 30 décembre 1738. Marié à Orléans le 17 février 1688 à Marie-Anne Vandebergue dont la postérité continua avec les branches connues sous les noms « Miron du Coudray », « Miron des Ormeaux » et « Miron d'Aussy »[25].
        - François Miron, seigneur de Pontleroy, né à Orléans le 25 novembre 1671 et mort dans la même ville le 18 avril 1740. Marié à Saint-Paul d'Orléans le 10 janvier 1695 à Charité Sarrebourse, dame de Pontleroy, d'où postérité connue sous les noms « Miron de Pontleroy » et « Miron de l'Espinay ».

Branches Miron du Coudray, Miron des Ormeaux, Miron de Soulaire et Miron d'Aussy :
Cette branche donna trois secrétaires du roi anoblis par leur charge dont la postérité est éteinte :
- Charles Euverte Miron (1729-1787), seigneur de Soulaire, négociant, secrétaire du roi au parlement de Rouen de 1761 à 1781[26],[27], marié à Anne Catherine Le Vassor, dont la postérité masculine s’éteignit en 1835 avec son fils Jean Euverte Miron de la Motte[28].
- Pierre Miron (1702-1776), seigneur de l’Estang et du Coudray, négociant[29] , conseiller secrétaire du roi le 20 août 1776[30], marié à Élisabeth Thérèse Jacques du Coudray, dont la postérité est éteinte[31] avec son fils Pierre Philippe Jean Miron, seigneur du Coudray (1736-1797), propriétaire de raffineries de sucre à Orléans, marié à Catherine Seurrat.
- Jacques Miron (1712-1785), secrétaire du roi près le Conseil d’Artois[32], marié à Marie Claude Fabus, auteur de la branche Miron d’Aussy, éteinte en 1979 avec  Robert Miron d'Aussy (1898-1979).

Branche Miron de Pontleroy, Miron de l'Espinay :
À cette branche appartenaient :
- Amy François Miron de Pontleroy (1746-1834) qui quitta le négoce familiale et qui était en 1789 lieutenant criminel du bailliage d'Orléans[33]. Marié en 1769 à Marguerite Garnier-Dubreuil, fille d'un trésorier de France au bureau des finances d'Orléans, Il fut chevalier de la Légion d'honneur et l'auteur d'une branche éteinte en ligne masculine en 1883 avec Victor Charles Miron de Pontleroy, mort sans postérité[34]
- Charles Miron de L’Espinay (1749-1835) seigneur de Villereau (frère du précédent), président du bureau des trésoriers de France à Poitiers jusqu'en 1790. Marié à Cécile-Gertrude Lasneau, il fut le père de Jacques Miron de l'Espinay (1782-1852), fabricant de drap[35], procureur général près la cour royale d'Orléans en 1826 et député du Loiret (1824-1827)[36]. Il est l'auteur de la branche subsistante Miron de l'Espinay à laquelle appartenait Albert Miron de l'Espinay (1849-1938) auteur de plusieurs ouvrages.

## Subsistance
En 1792, il y avait encore plusieurs familles dans la région d'Orléans qui portaient le nom « Miron » dans la région d'Orléans. Relatant la vie du père Mérault sous la Terreur et ses relations familiales, Théophile Cochard écrit : « Les Miron, alors, comme les Tassin, les Bigot, les Deloynes, les Colas, formaient, par leur nombre, toute une tribu patriarcale. Il y avait les Miron de Poisioux, les Miron de Saint-Germain, les Miron-Pasquier, les Miron-Fabus, les Miron-Lasneau, les Miron de la Motte, les Miron de Villereau, les Miron de l'Espinay. ».
Le nom Miron est porté de nos jours par la famille Miron de L'Espinay. Pierre-Marie Dioudonnat écrit: « Miron de L'Espinay, Miron de L'Espinay Pontleroy. Cette famille ne figure sur aucun répertoire nobiliaire contemporain. Charles Gonzalve Jean Baptiste Miron fut autorisé, par décret du 8 mai 1861, à prendre légalement le nom de : Miron de L'Espinay. ».

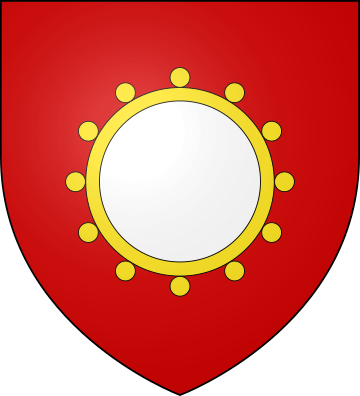
Armes de la famille Miron

Armes de François Miron, seigneur de Villeneuve, maire de Nantes en 1578

## Armes
- De gueules au miroir d'argent, arrondi, pommeté et cerclé d'or[2],[1].

Ces armes qui étaient celles de Gabriel Miron (†1496), premier médecin du roi Charles VIII, se voyaient encore en 1767 au dessus d'une inscription gravée en son honneur sur la façade de l'Université de Montpellier. Ce sont des armes parlantes car elles sont composées d'un miroir ou mire.
François Miron, seigneur de Villeneuve, général des finances en Bretagne, maire de Nantes en 1578, portait pour armes : de gueules à la fasce d'or, surmontée d'une quintefeuille de même & soutenue d'une hermine passante d'argent, sur une terrasse de sinople.